# Muzej grada Trogira
Muzej grada Trogira, muzejska ustanova u Trogiru.
Muzejska građa je zaštićeno kulturno dobro.

## Opis dobra
Muzej je otvoren za javnost 1966. g. Smješten je u palači Garagnin (odnosno Garagnin-Fanfogna; također zaštićenom kulturnom dobru). Stalni postav Muzeja prikazuje povijesna kretanja, umjetničke stilove te svakodnevicu grada od srednjeg vijeka do danas. Zaštićena muzejska građa Muzeja grada Trogira obuhvaća Zbirku keramike Zlate Radej, Zbirku Galerije Cate Dujšin-Ribar, Etnografsku zbirku, Arheološku zbirku lapidarij, Zbirku srednjovjekovne kulturne povijesti, Zbirku novovjekovne kulturne povijesti, Zbirku suvremene povijesti, Zbirku suvremene umjetnosti, Numizmatičku zbirku, Zbirku pergamenata i Pomorsku zbirku.

## Zaštita
Pod oznakom Z-4517 zavedena je kao pokretno kulturno dobro - muzejska građa, pravna statusa zaštićena kulturnog dobra, klasificirano kao "muzejska građa".